# Batalla d'Aubiers (1799)
Batalla d'Aubiers (1799) va tenir lloc durant la guerra de Vendée.
A principis de novembre, el general de Vendée, Charles d'Autichamp, comandant de l'exèrcit d'Anjou, havia reunit totes les seves tropes, és a dir, de 6.000 a 8.000 homes.

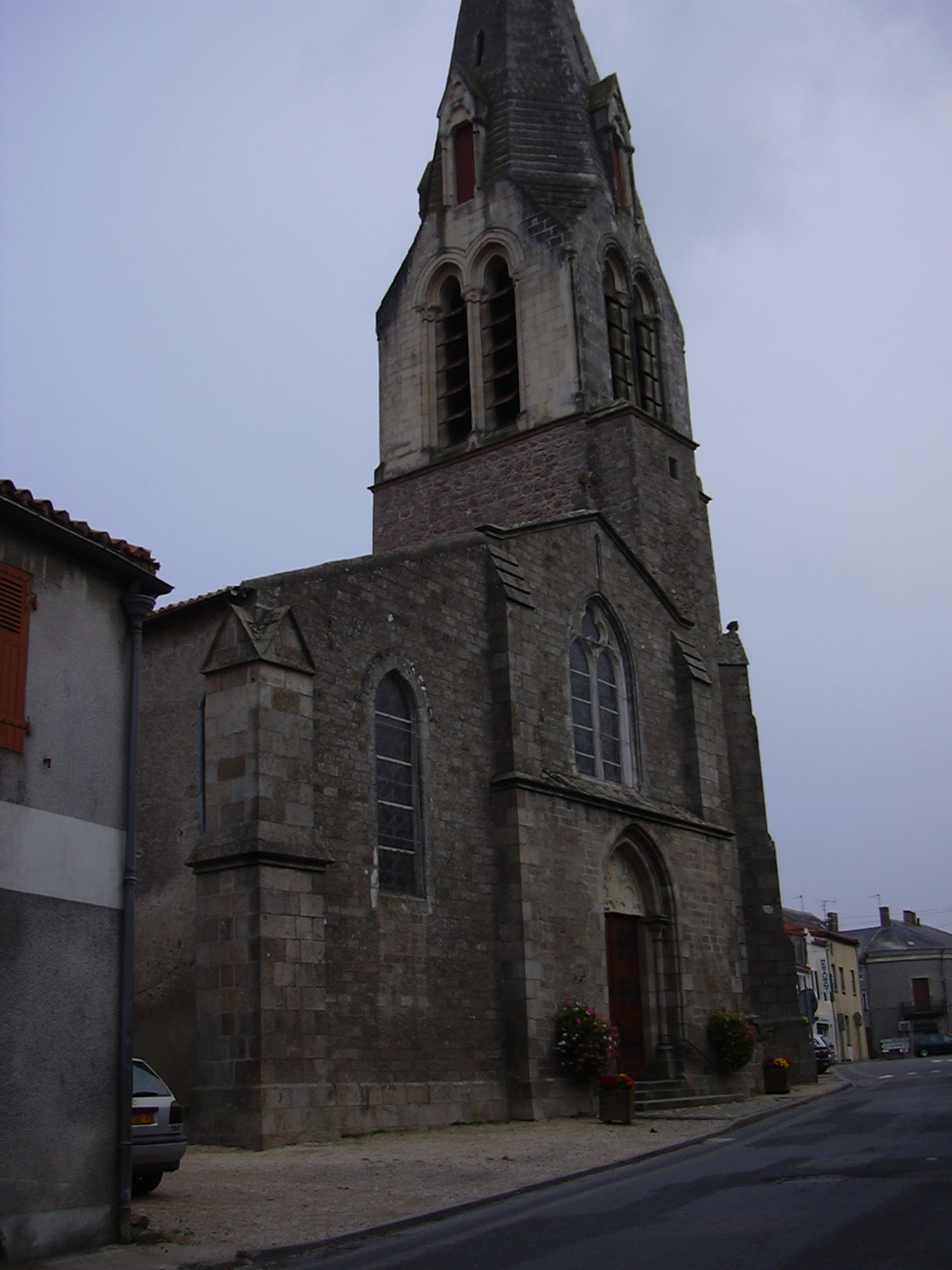
L'església de St Hilaire de Nueil les Aubiers

En 2 de novembre de, 1799, l'exèrcit de Autichamp va atacar a una empresa d'un centenar d'homes de la 70ª meitat-brigada comandada pel capità Lavigne. No obstant això, els republicans van aconseguir escapar i es van refugiar a l'església d'Aubiers.
L'endemà, el general Simon Dufresse, estacionat a Bressuire, va saber que la companyia del capità Lavigne va ser assetjada a Aubiers per diversos milers de vendeans. Llavors Dufresse va reunir 600 homes i els va ajudar. Unes hores més tard, al pont de Nueil, els republicans van entrar en contacte amb les forces de la Vendée, és a dir, 2.000 combatents, inclosos 200 de cavalleria que vigilaven el pont. La posició va ser presa amb baionetes pels republicans, alguns vendeans es van refugiar al cementiri de Nueil on van ser abatuts i morts fins a l'últim.
El 4 de novembre a la matinada, els republicans van entrar a la ciutat d'Aubiers. Dufresse, havent rebut 100 soldats de Châtillon-sur-Sèvre com a reforços, va dividir la seva tropa en 3 columnes i va llançar l'atac en diversos punts, mentre que des de l'església, els homes del capità Lavigne, a la vista dels reforços, intentaven sortir. Poc experimentats i mal equipats, els Vendeans van entrar en pànic i van fugir. Els republicans van llançar-se després d'ells i van matar molts vendeans abans que aconseguissin refugiar-se al bosc.
Les pèrdues van ser esfereïdores, 500 vendeans van morir contra 30 republicans i 1.500 van resultar ferits. L'exèrcit d'Anjou va quedar fora de combat i Autichamp va renunciar a continuar la lluita, el 18 de gener de 1800 va signar la pau amb els republicans.